# Священный огонь (сингл)
Священный альбом — інтернет-сингл гурту Ляпис Трубецкой, який було викладено для завантаження в інтернет в жовтні 2010 року.

## Список композицій
1. Зевс
2. Африка (cover Комитет Охраны Тепла)
3. Священный Огонь

## Склад гурту
- Сергій Міхалок — вокал.
- Павло Булатніков — вокал, перкусія.
- Руслан Владико — гітара.
- Денис Стурченко — бас-гітара.
- Влад Сенкевич  — валторна, труба, бек-вокал.
- Іван Галушко — тромбон, бек-вокал.
- Олександр Сторожук — ударні.

## Опис
Сингл присвячено пам'яті Олді — лідеру російської реггі-групи «Комитет Охраны Тепла», який помер в ніч з 4 на 5 жовтня 2010 року. Вже ввечері 5 жовтня група «Ляпис Трубецкой» виклала в мережу цей сингл. В сингл увійшло три пісні — кавер-версія одного з головних хітів «Комітету» «Африка» та дві нові пісні «Ляписів».
|  | «Я фанат "Комитета Охраны Тепла" с 20-летним стажем и считаю, что это лучшая группа, которая исполняла регги на русском языке, – розказує лідер групи "Ляпис Трубецкой" Сергій Міхалок. – Олди – поэт уровня Башлачева и Летова, и, на мой взгляд, чудовищно несправедливо, что "Комитета Охраны Тепла" нет в ареопаге общепризнанных рок-героев» |

Сингл «Священный огонь» було викладено на сайті Kroogi за схемою «Завантаж та заплати, скільки вважаєш за потрібне». За перші декілька днів користувачами сайту було зроблено більше 150 пожертв на загальну суму близько 600 доларів: всі ці гроші учасники гурту Ляпис Трубецкой вирішили передати сім'ї Олді — його вдові Катерині та 5 дітям.

## Кліп
На кавер-версію пісні «Африка» гурту «Комитета Охраны Тепла» було відзнято кліп, який було викладено в інтернеті 5 листопада 2010 року.